# Har Cheret
Har Cheret (hebrejsky: הר חרת) je hora o nadmořské výšce 780 metrů v centrálním Izraeli, v pohoří Judské hory.
Nachází se cca 9 kilometrů západně od centra Jeruzaléma, 2 kilometry západně od vesnice Bejt Zajit, na jižním okraji města Mevaseret Cijon. Má podobu zčásti zalesněného srázu, který na východě a jihu spadá do kaňonu vádí Sorek, podél kterého vede lokální silnice číslo 395. Podél západní strany hory do něj ústí boční vádí Nachal Cuba. Na svazích se nachází pramen Ejn Cheret (עין חרת). Do vrcholové partie hory se ze severu tlačí areál lomu na kámen. Na východním úpatí, v údolí Soreku, leží zemědělská škola Ejn Kerem a umělá vodní nádrž Ma'agar Bejt Zajit.